# Basilica di San Sossio Levita e Martire
La basilica di San Sossio Levita e Martire (nell'antichità indicata come Santa Maria degli Angeli e San Sosio) è il principale luogo di culto cattolico di Frattamaggiore, in città metropolitana di Napoli e diocesi di Aversa. Sede della parrocchia patronale, rappresenta il cuore storico e religioso della città. La basilica, inoltre, ospita il Museo sansossiano di arte sacra.

## Storia
La chiesa si fa risalire al X secolo nel pieno dello stile romanico su cui è basata la sua forma originale. A costruirla furono i misenati scampati nel IX secolo all'eccidio di Miseno per mano dei saraceni. Rifugiatisi nell'entroterra, allora boscoso, essi formarono intorno alla zona in cui costruirono il tempio i primi insediamenti che diedero vita all'odierna Frattamaggiore.
Al suo interno conserva le spoglie di san Sossio levita e martire, patrono di Frattamaggiore, San Sossio Baronia e Falvaterra e quelle di san Severino, patrono principale dell'Austria, della Baviera, della città e diocesi di San Severo e della città di Striano.
Nel 1902 è stata dichiarata monumento nazionale.
La basilica di San Sossio ha donato una reliquia del santo patrono san Severino alla chiesa matrice di San Severino abate di San Severo nel 2008 e alla chiesa parrocchiale di San Giovanni Battista di Striano nel 2006.

## Gemellaggi
- Chiesa di San Severino abate (San Severo), dal 2007
- Chiesa di San Giovanni Battista (Striano), dal 2006